# مرزعة مهدي أباد الجديدة (بيدك)
مرزعة مهدي أباد الجديدة (بالفارسية: مزرعه مهدی آبادنو) هي منطقة سكنية تقع في إيران في البلدة المركزية.